# Représentations diplomatiques de l'Autriche
Cette liste comprend les représentations diplomatiques de l'Autriche, à l'exclusion des consulats honoraires.

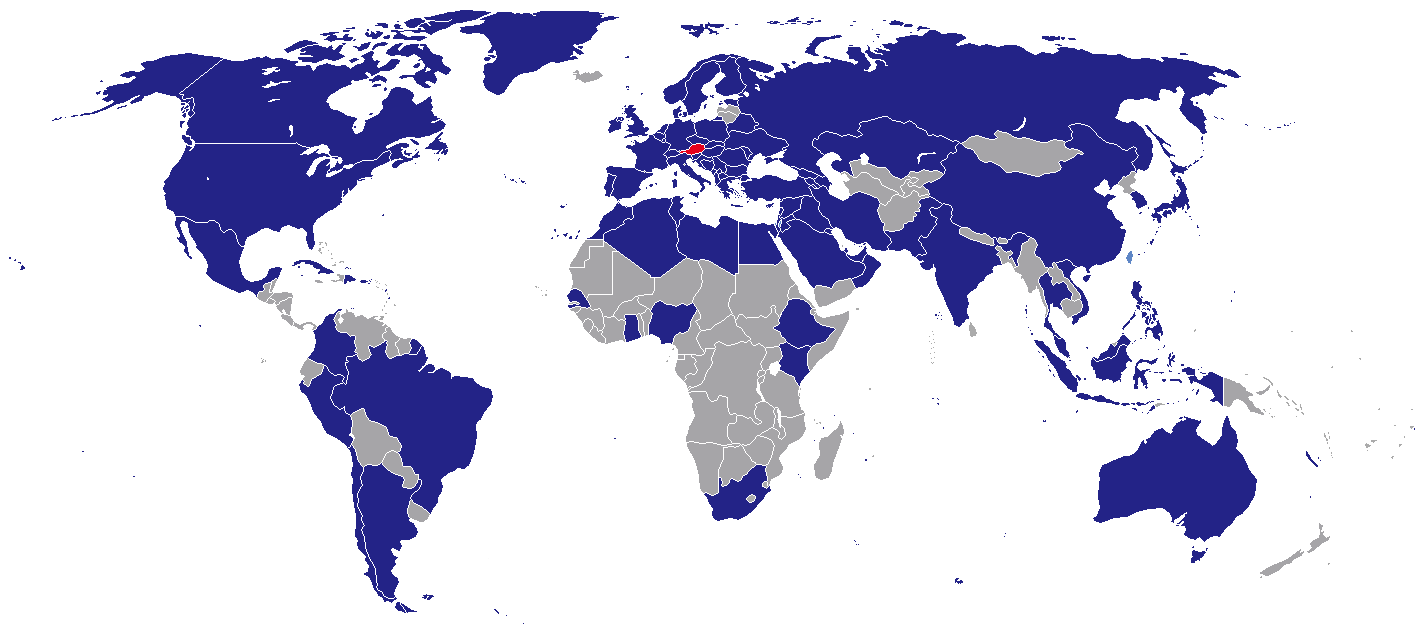
Carte des représentations diplomatiques autrichiennes.

## Afrique
- Afrique du Sud
  - Pretoria (ambassade)
- Algérie
  - Alger (ambassade)
- Égypte
  - Le Caire (ambassade)
- Éthiopie
  - Addis-Abeba (ambassade)
- Ghana
  - Accra (ambassade)
- Kenya
  - Nairobi (ambassade)
- Libye
  - Tripoli (ambassade)
- [[Fichier:|20x18px|border|Drapeau du Maroc|class=noviewer]] Morocco
  - Rabat (ambassade)
- Nigeria
  - Abuja (ambassade)
- Sénégal
  - Dakar (ambassade)
- Tunisie
  - Tunis (ambassade)

## Amérique
- Argentine
  - Buenos Aires (ambassade)
- Brésil
  - Brasilia (ambassade)
  - São Paulo (consulat général)
- Canada
  - Ottawa (ambassade)
- Chili
  - Santiago (ambassade)
- Colombie
  - Bogota (ambassade)
- Cuba
  - La Havane (ambassade)
- États-Unis
  - Washington (ambassade (en))
  - Los Angeles (consulat général)
  - New York (consulat général)
- Mexique
  - Mexico (ambassade)
- Pérou
  - Lima (ambassade)

## Asie
- Arabie saoudite
  - Riyad (ambassade)
- Arménie
  - Erevan (bureau de l'ambassade)
- Azerbaïdjan
  - Bakou (ambassade)
- China
  - Pékin (ambassade)
  - Chengdu (consulat général)
  - Canton (consulat général)
  - Hong Kong (consulat général)
  - Shanghai (consulat général)
- Corée du Sud
  - Séoul (ambassade)
- Émirats arabes unis
  - Abou Dabi (ambassade)
- Géorgie
  - Tbilissi (ambassade)
- Inde
  - New Delhi (ambassade)
- Indonésie
  - Jakarta (ambassade)
- Irak
  - Bagdad (ambassade)
- Iran
  - Téhéran (ambassade)
- Israël
  - Tel Aviv-Jaffa (ambassade)
- Japon
  - Tokyo (ambassade)
- Jordanie
  - Amman (ambassade)
- Kazakhstan
  - Noursoultan (ambassade)
- Koweït
  - Koweït (ambassade)
- Liban
  - Beyrouth (ambassade)
- Malaisie
  - Kuala Lumpur (ambassade)
- Oman
  - Mascate (ambassade)
- Pakistan
  - Islamabad (ambassade)
- Palestine
  - Ramallah (bureau de représentation)
- Philippines
  - Manille (ambassade)
- Qatar
  - Doha (ambassade)
- Singapour
  - Singapour (ambassade)
- Syrie
  - Damas (ambassade)
- Taïwan
  - Taipei (bureau autrichien de Taipei)
- Thaïlande
  - Bangkok (ambassade)
- Turquie
  - Ankara (ambassade)
  - Istanbul (consulat général)
- Viêt Nam
  - Hanoï (ambassade)

## Europe
- Albanie
  - Tirana (ambassade)
- Allemagne
  - Berlin (ambassade)
  - Munich (consulat général)
- Belgique
  - Bruxelles (ambassade)
- Biélorussie
  - Minsk (ambassade)
- Bosnie-Herzégovine
  - Sarajevo (ambassade)
- Bulgarie
  - Sofia (ambassade)
- Chypre
  - Nicosie (ambassade)
- Croatie
  - Zagreb (ambassade)
- Danemark
  - Copenhague (ambassade)
- Espagne
  - Madrid (ambassade)
- Estonie
  - Tallinn (ambassade)
- Finlande
  - Helsinki (ambassade)
- France
  - Paris (ambassade)
  - Strasbourg (consulat général)
- Grèce
  - Athènes (ambassade)
- Hongrie
  - Budapest (ambassade)
- Irlande
  - Dublin (ambassade)
- Italie
  - Rome (ambassade)
  - Milan (consulat général)
- Kosovo
  - Pristina (ambassade)
- Lettonie
  - Riga (ambassade)
- Luxembourg
  - Luxembourg (ambassade)
- Macédoine du Nord
  - Skopje (ambassade)
- Moldavie
  - Chișinău (ambassade (en))
- Monténégro
  - Podgorica (ambassade)
- Norvège
  - Oslo (ambassade)
- Pays-Bas
  - La Haye (ambassade)
- Pologne
  - Varsovie (ambassade)
  - Cracovie (consulat général)
- Portugal
  - Lisbonne (ambassade)
- République tchèque
  - Prague (ambassade, située palais Hložek de Žampach)
- Roumanie
  - Bucarest (ambassade)
- Royaume-Uni
  - Londres (ambassade (en))
- Russie
  - Moscou (ambassade (en))
- Serbie
  - Belgrade (ambassade)
- Slovaquie
  - Bratislava (ambassade)
- Slovénie
  - Ljubljana (ambassade)
- Suède
  - Stockholm (ambassade)
- Suisse
  - Berne (ambassade)
- Ukraine
  - Kiev (ambassade)
- Vatican
  - Rome (ambassade)[note 1]

## Océanie
- Australie
  - Canberra (ambassade)

## Organisations internationales
- Bruxelles (missions permanentes auprès de l'Union européenne et de l'OTAN)
- Genève (mission permanente auprès des Nations unies et d'autres organisations internationales)
- La Haye (mission permanente auprès de l'OIAC)
- Madrid (mission permanente auprès de l'OMT)
- Nairobi (missions permanentes auprès du PNUEH et du Programme des Nations Unies pour l'environnement)
- New York (mission permanente auprès des Nations unies)
- Paris (missions permanentes auprès de l'Organisation de coopération et de développement économiques et de l'UNESCO)
- Rome (mission permanente auprès de l'Organisation des Nations Unies pour l'alimentation et l'agriculture)
- Strasbourg (mission permanente auprès du Conseil de l'Europe)
- Vienne (mission permanente auprès de l'Organisation pour la sécurité et la coopération en Europe et aux Nations unies)

## Galerie

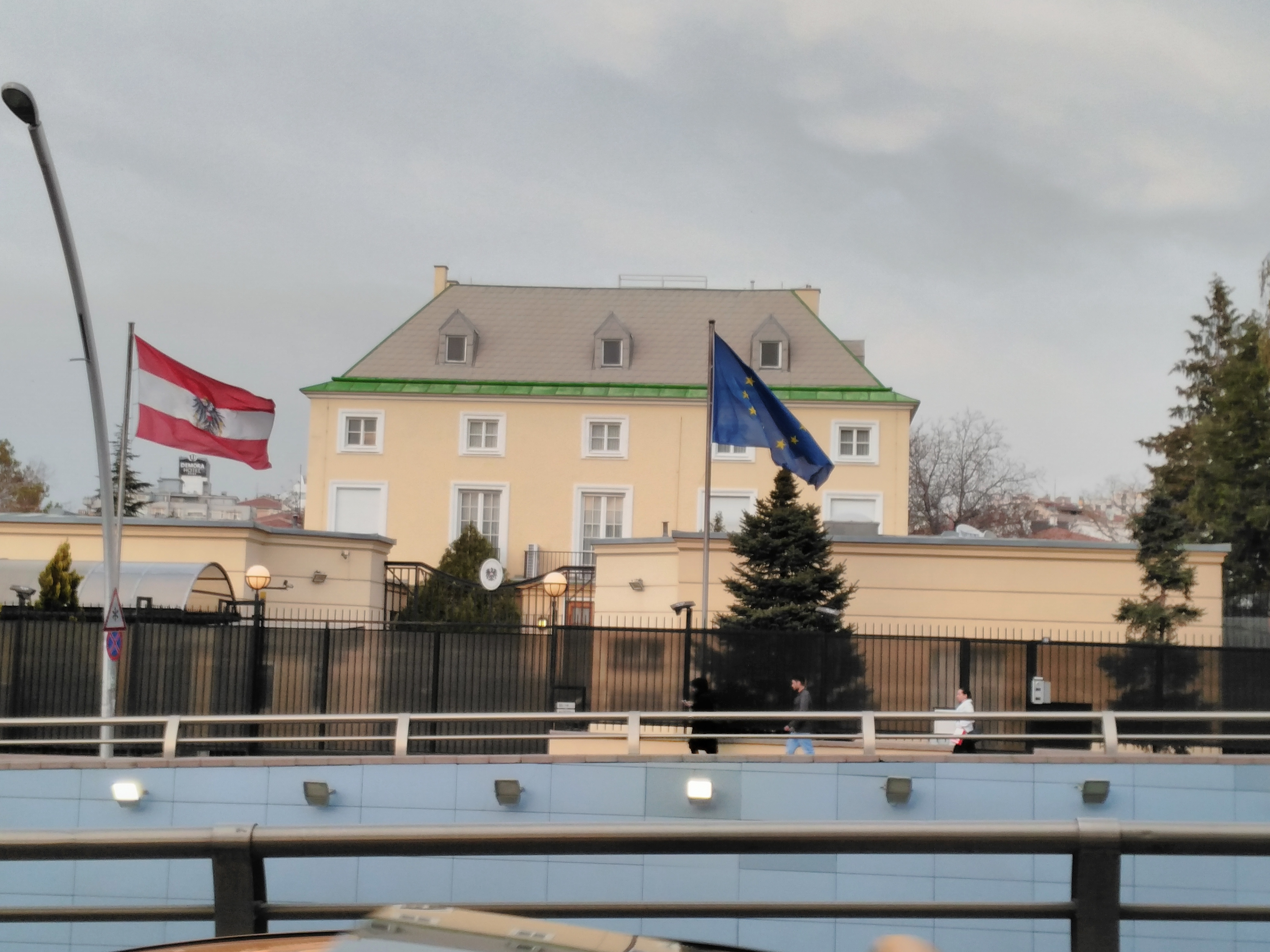
Ambassade à Ankara.
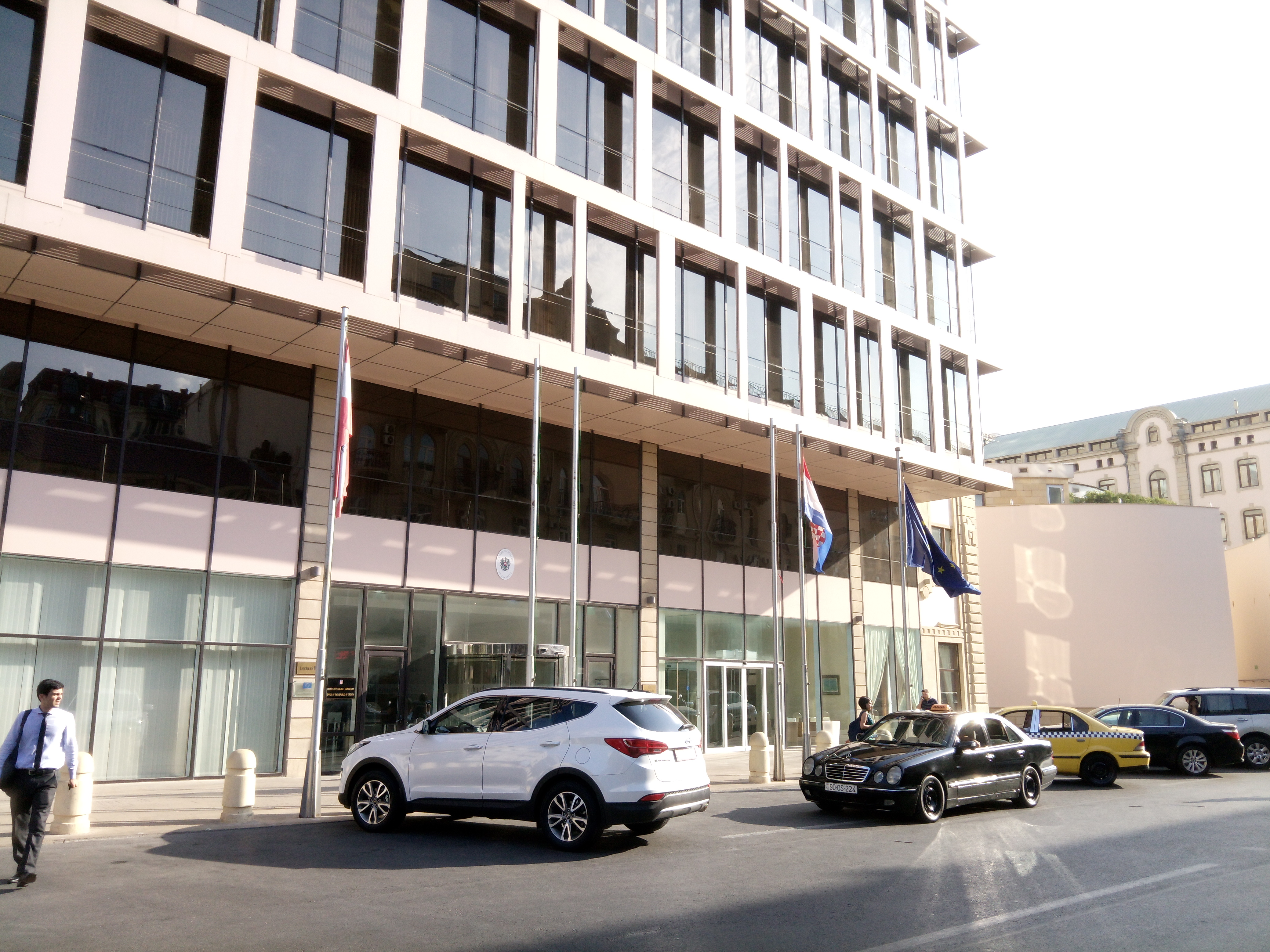
Ambassade à Bakou.
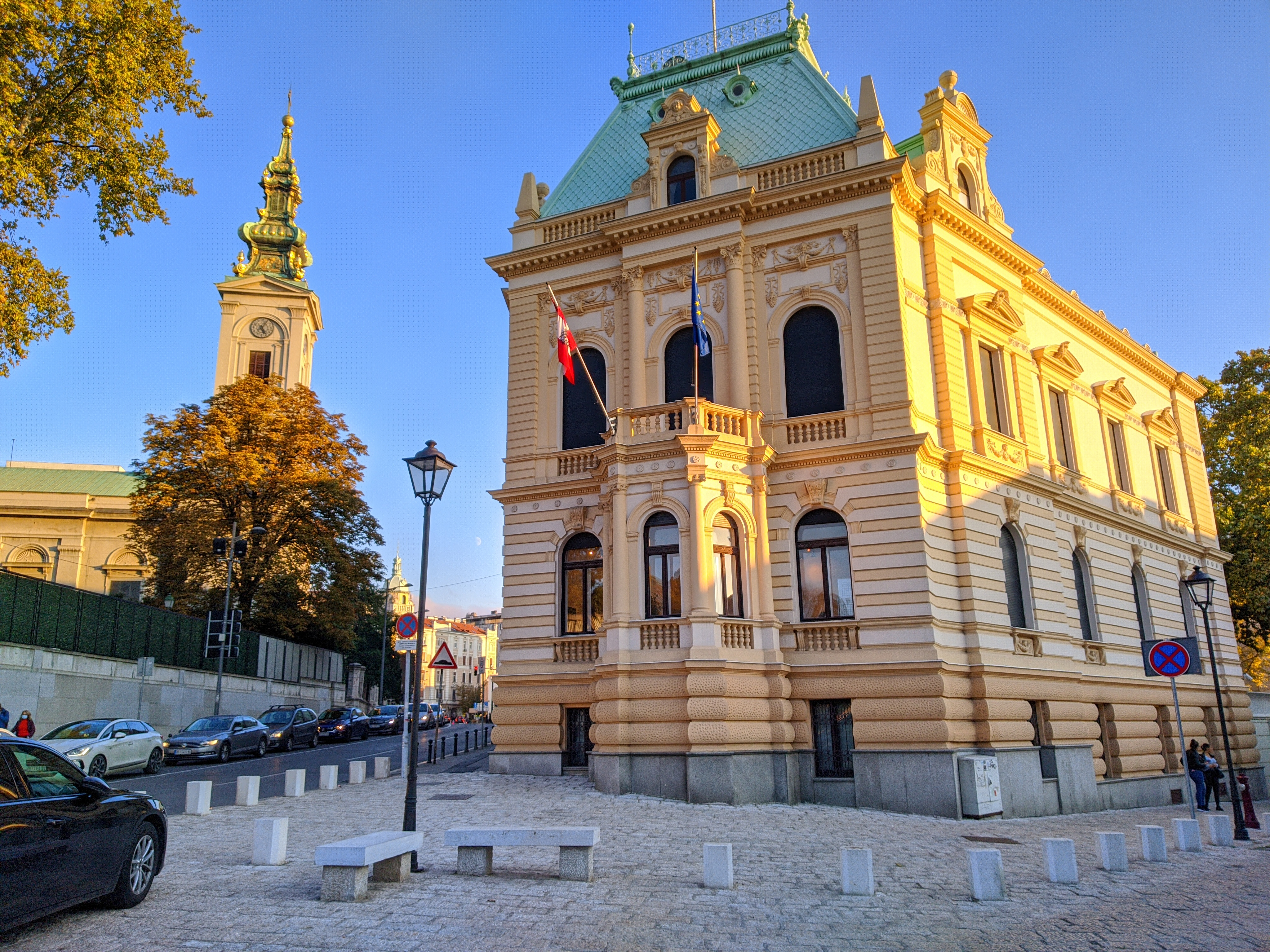
Ambassade à Belgrade.
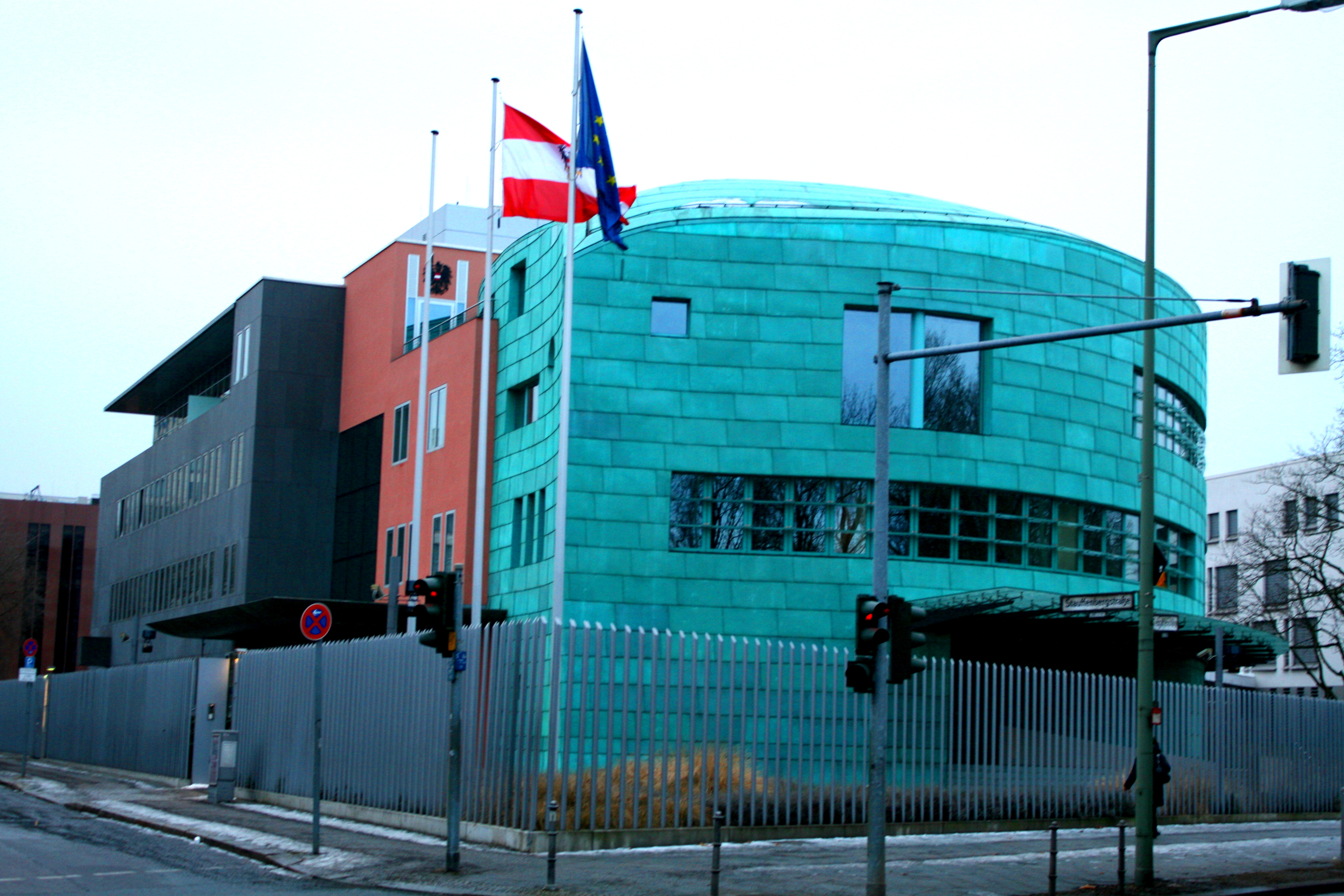
Ambassade à Berlin.
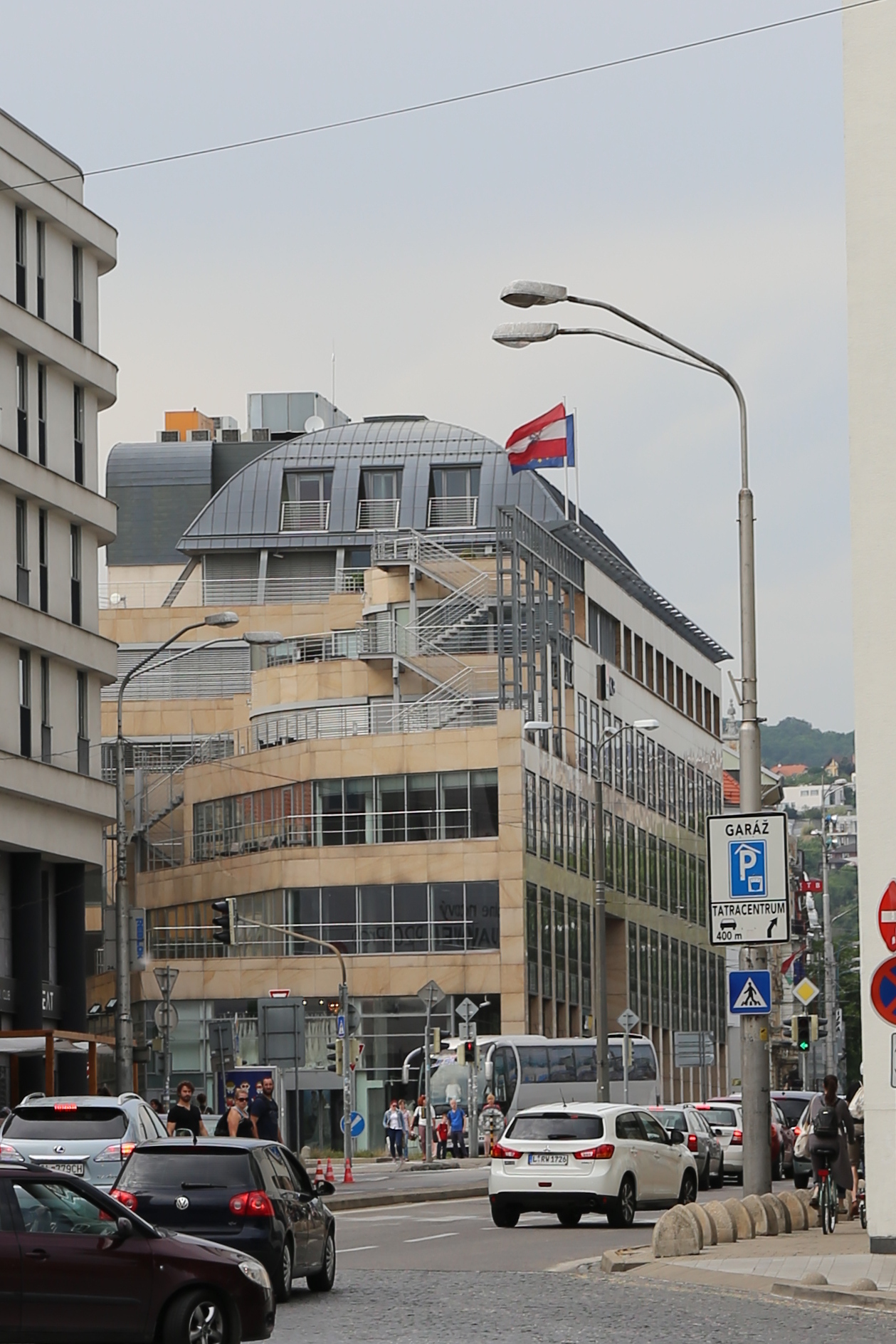
Ambassade à Bratislava.
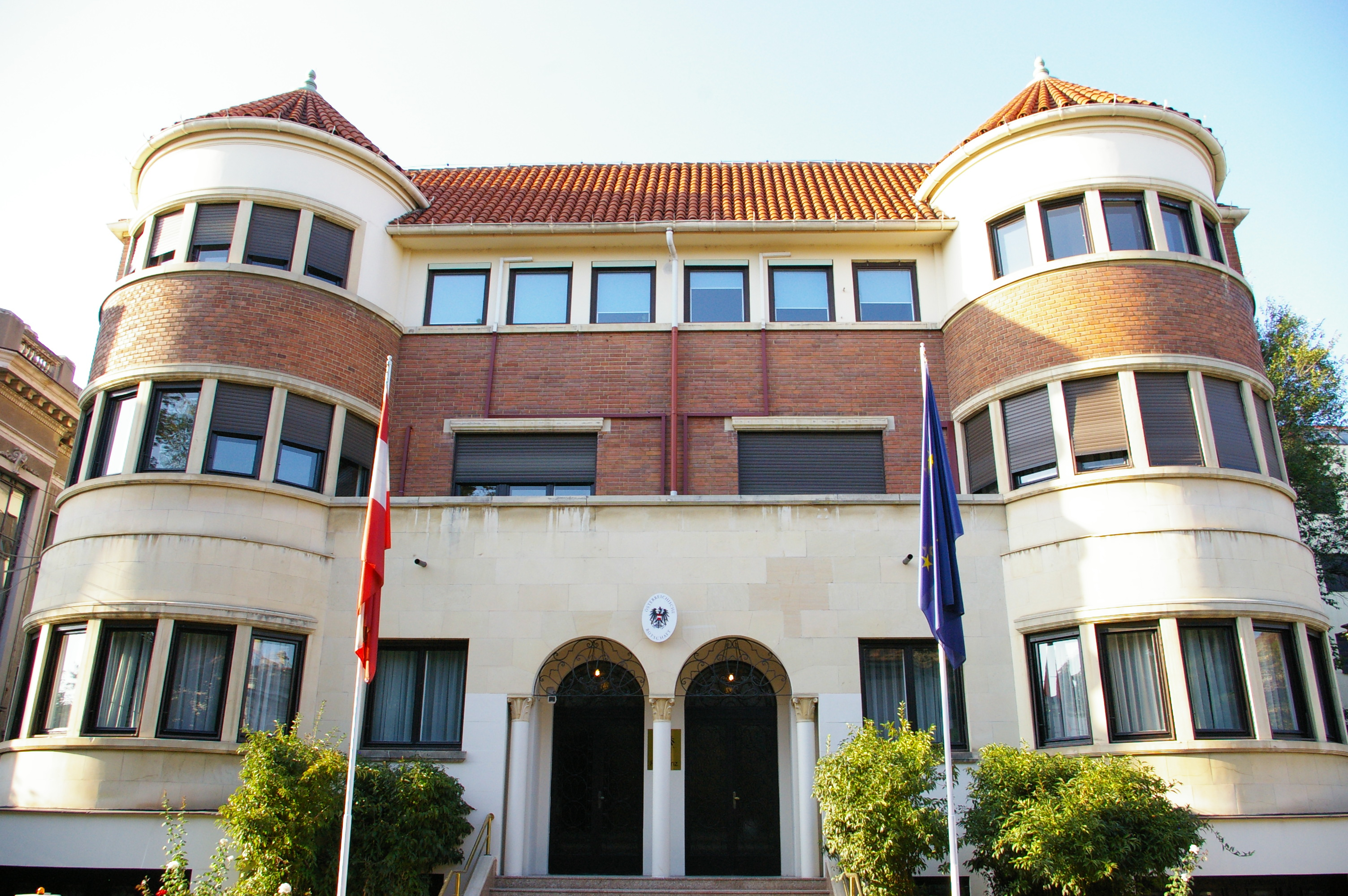
Ambassade à Bucarest.
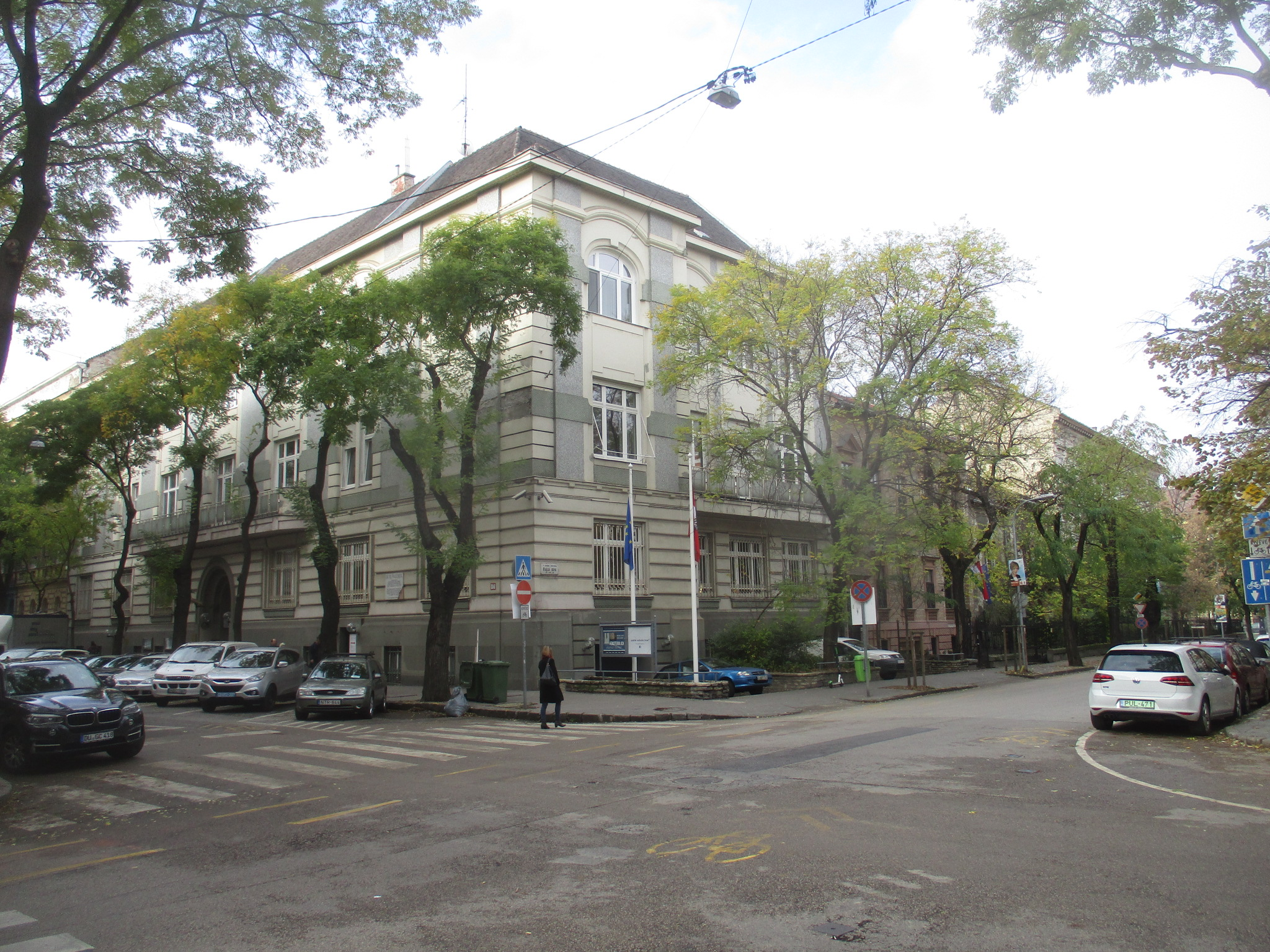
Ambassade à Budapest.
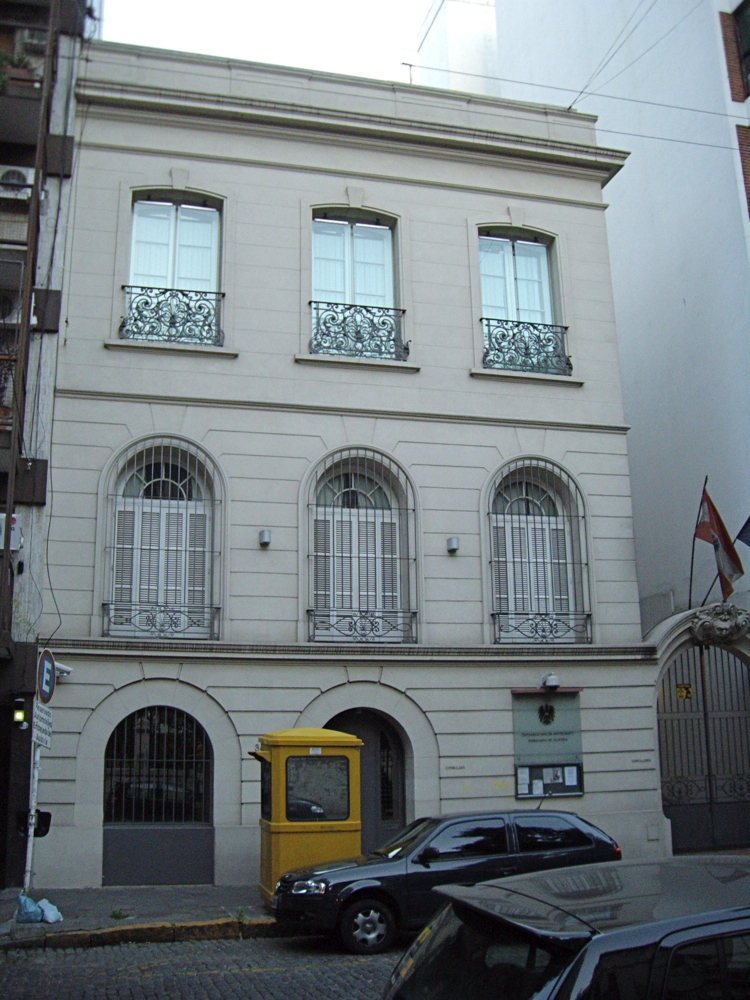
Ambassade à Buenos Aires.
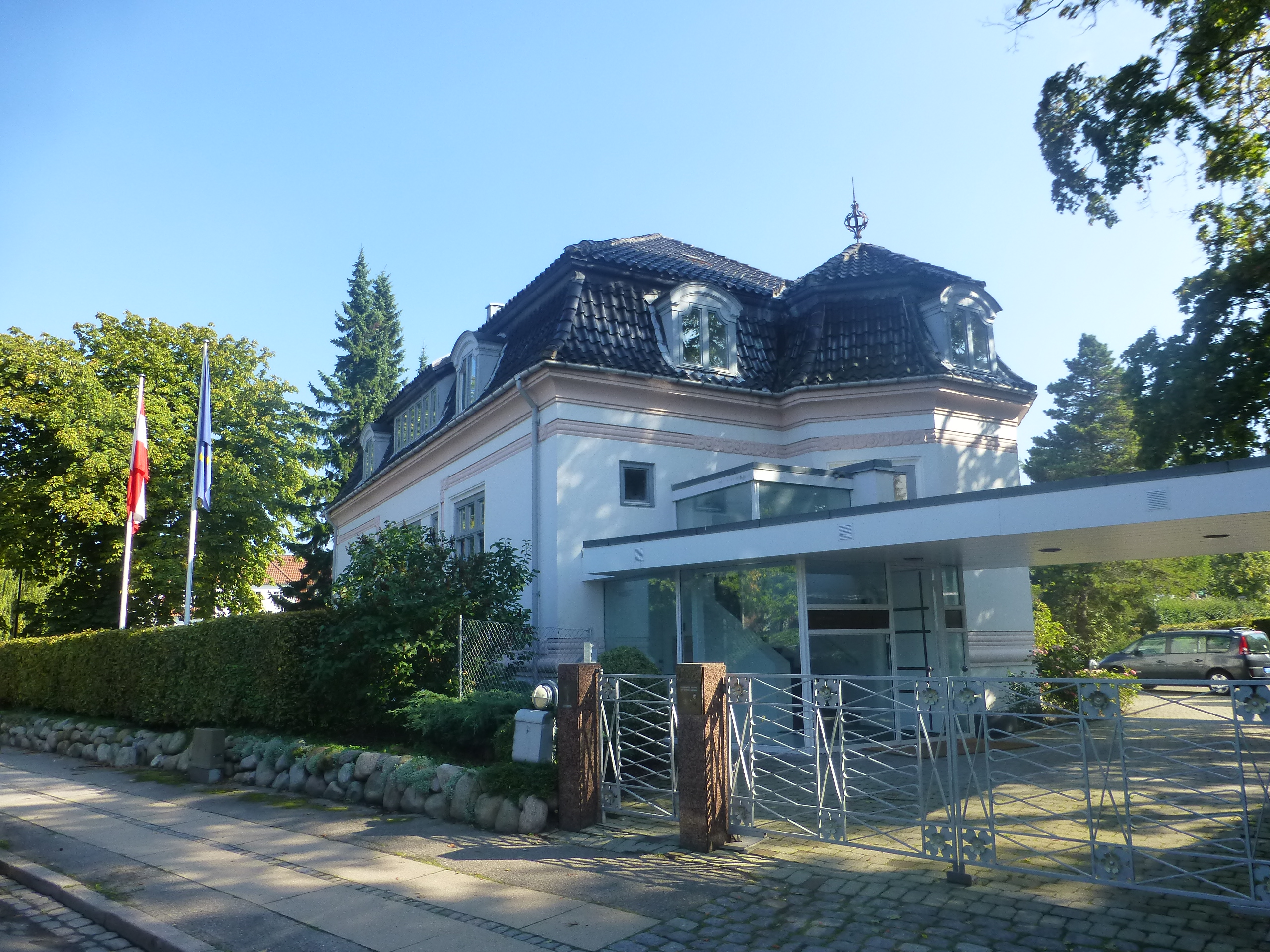
Ambassade à Copenhague.
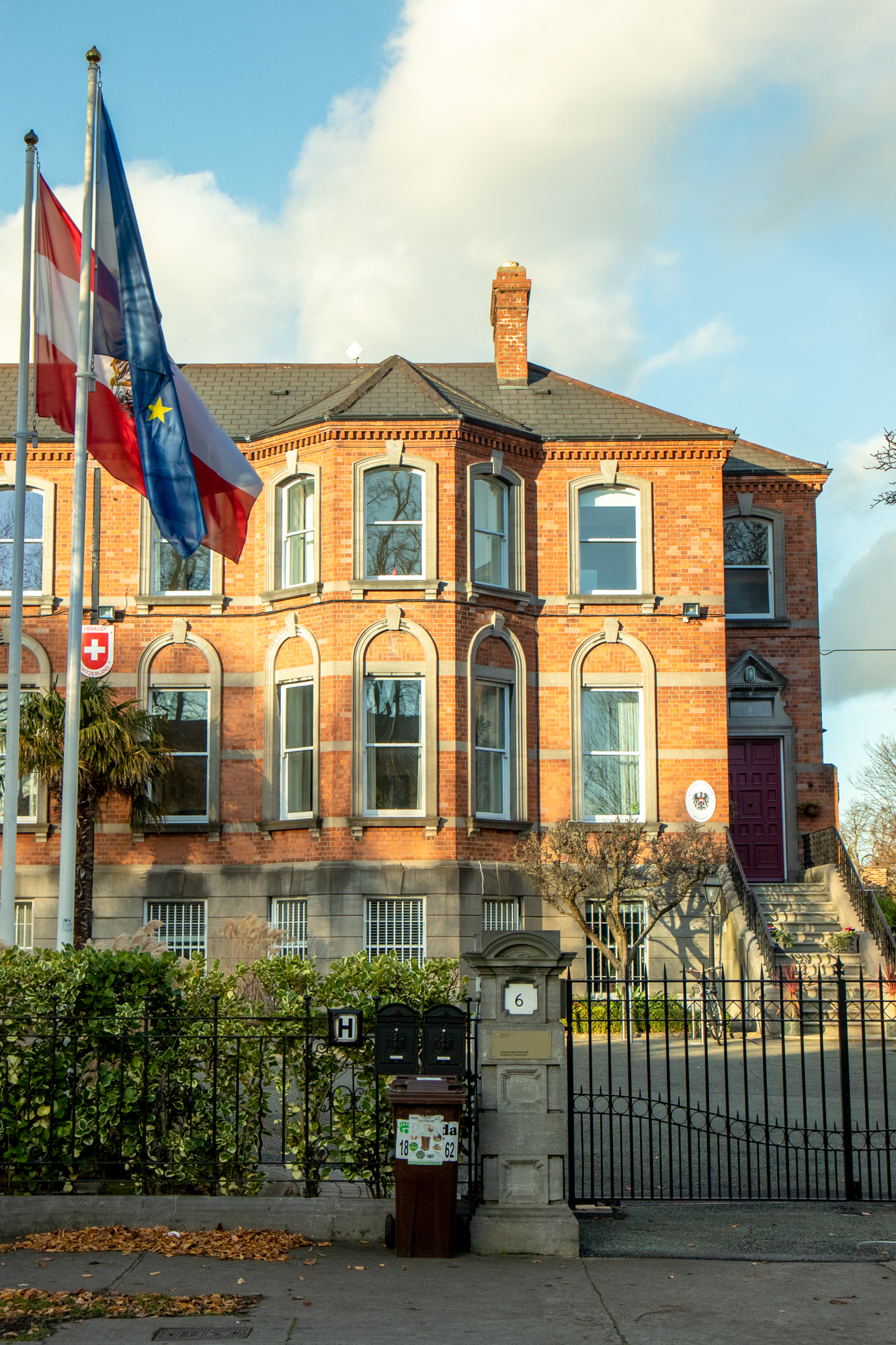
Ambassade à Dublin.
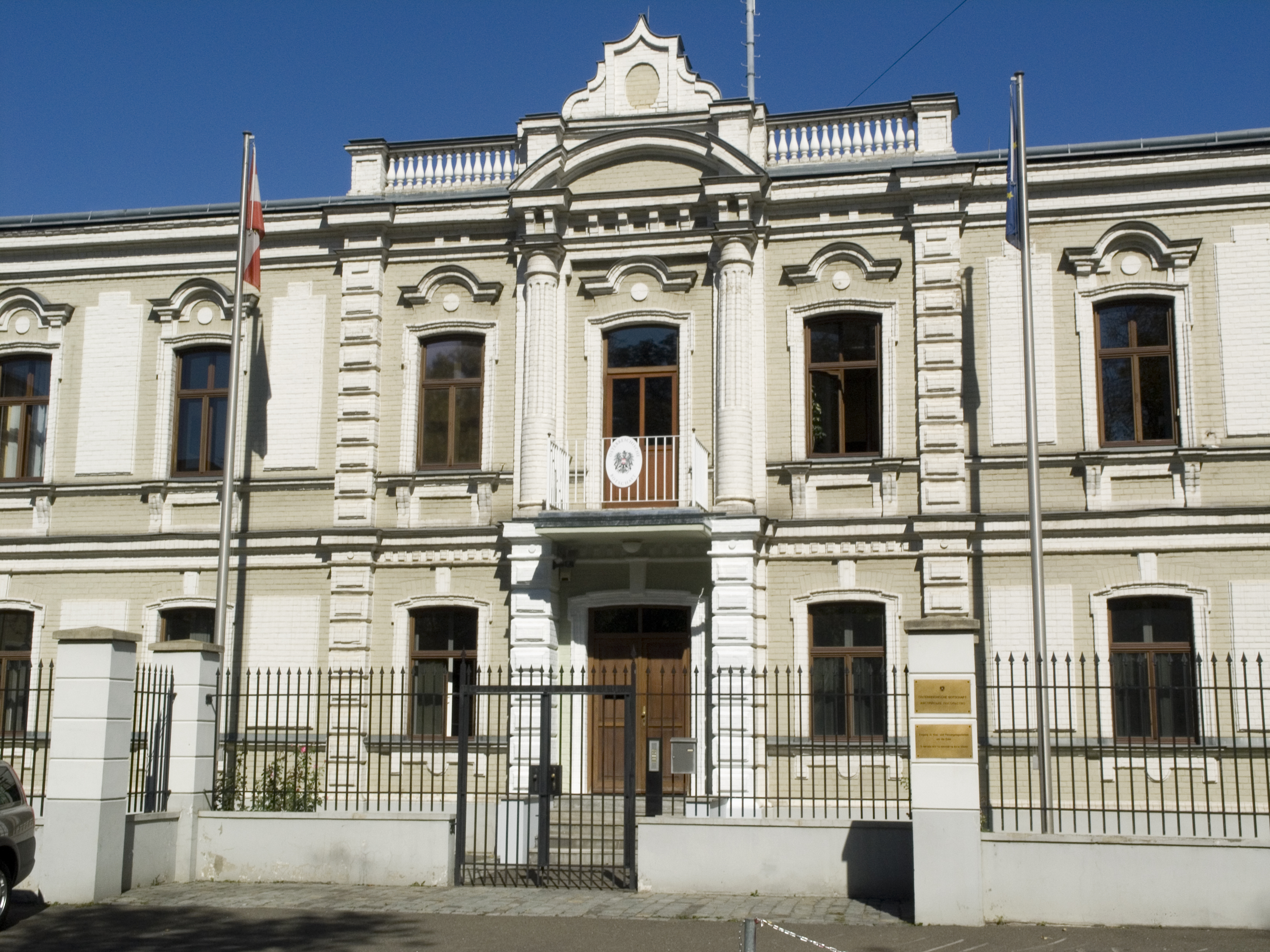
Ambassade à Kiev.
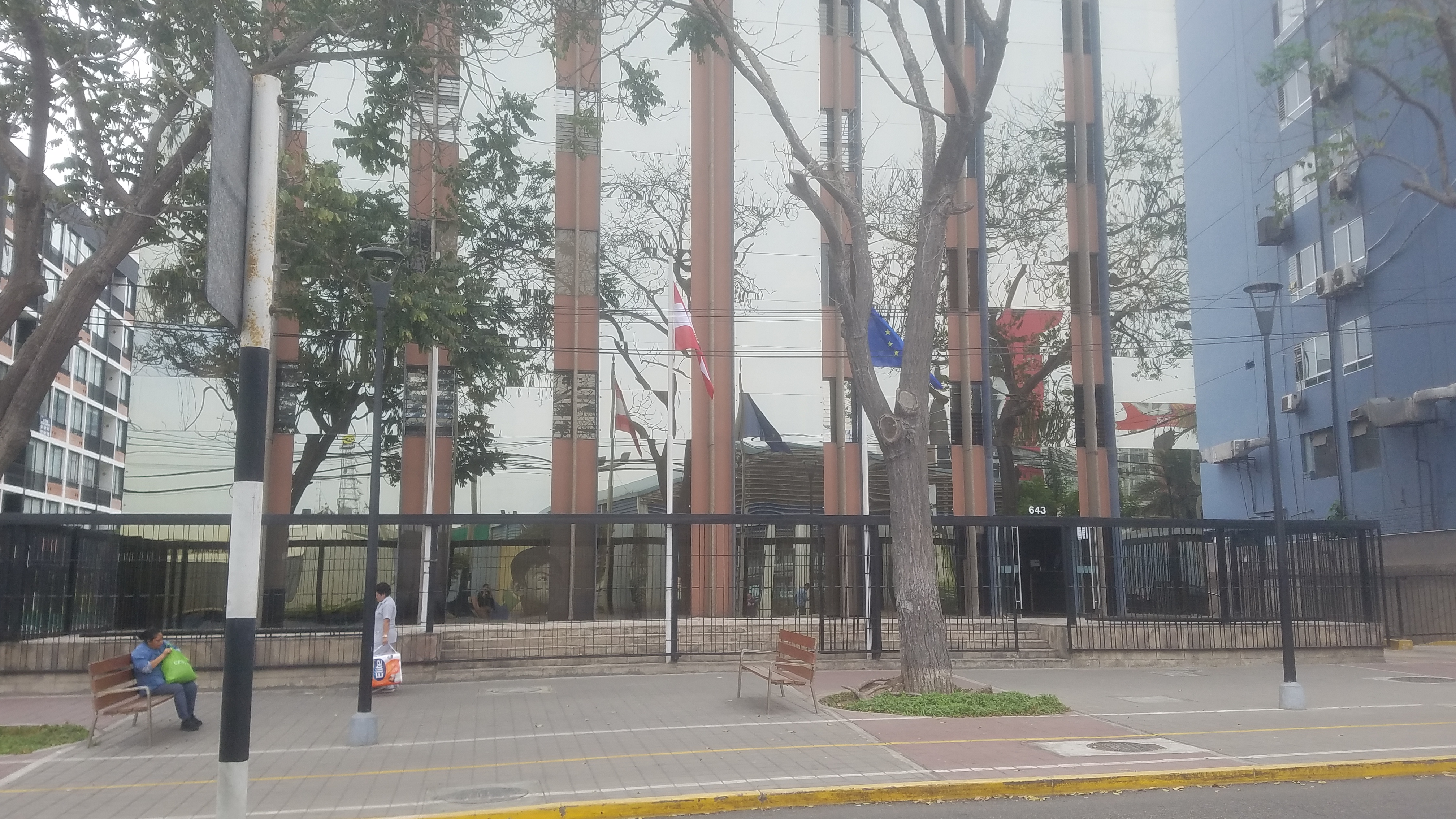
Ambassade à Lima.
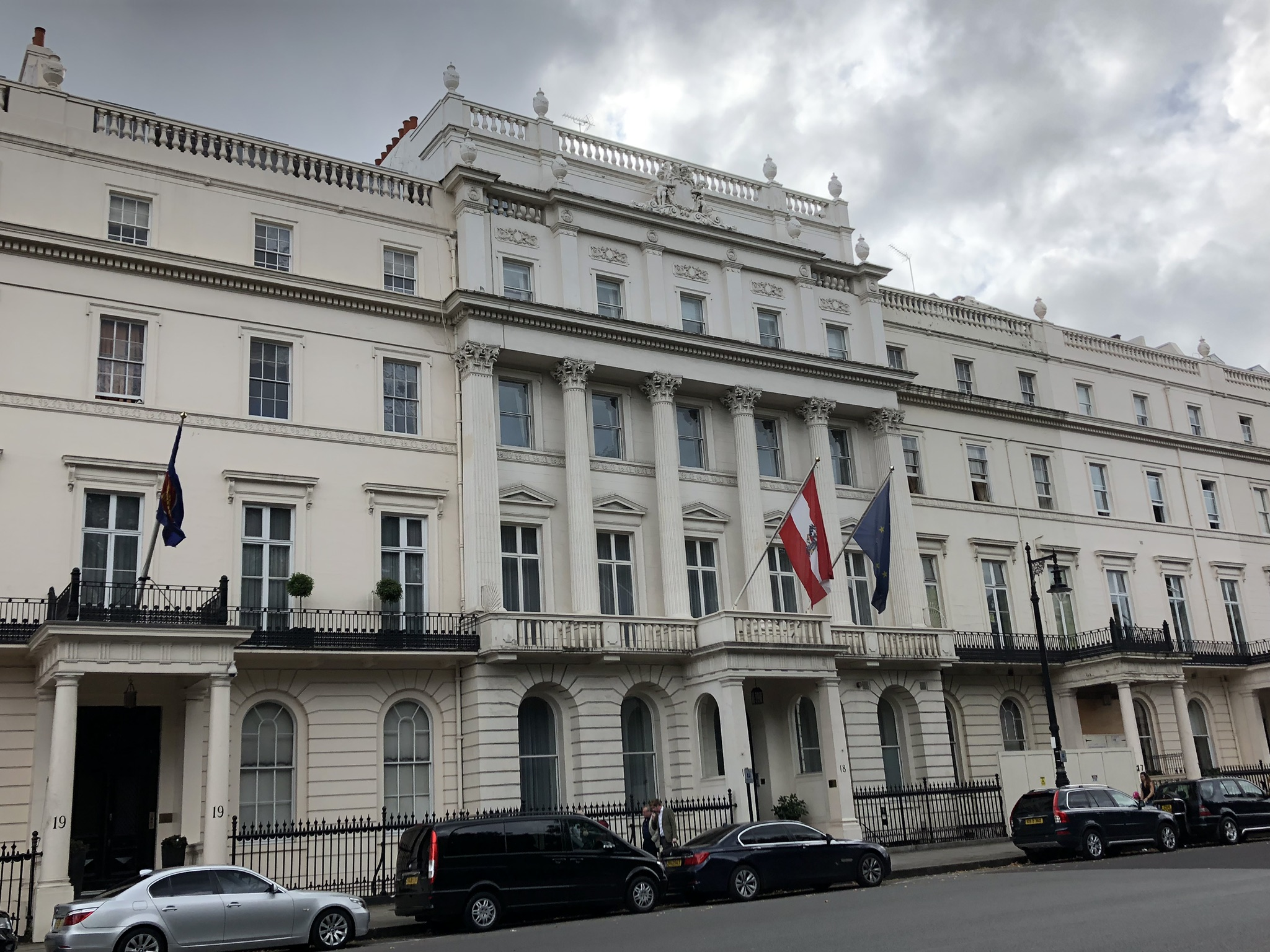
Ambassade à Londres.
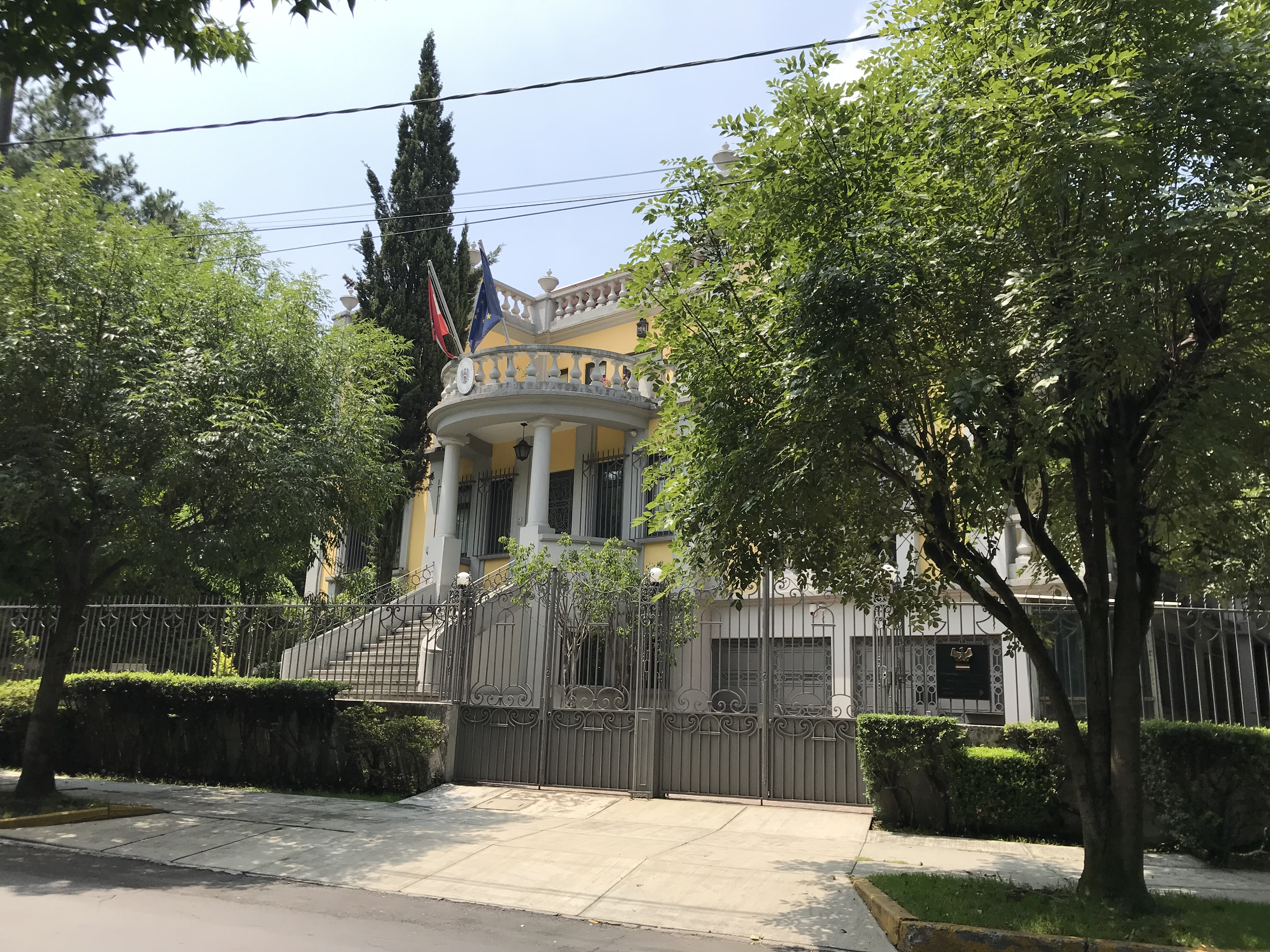
Ambassade à Mexico.
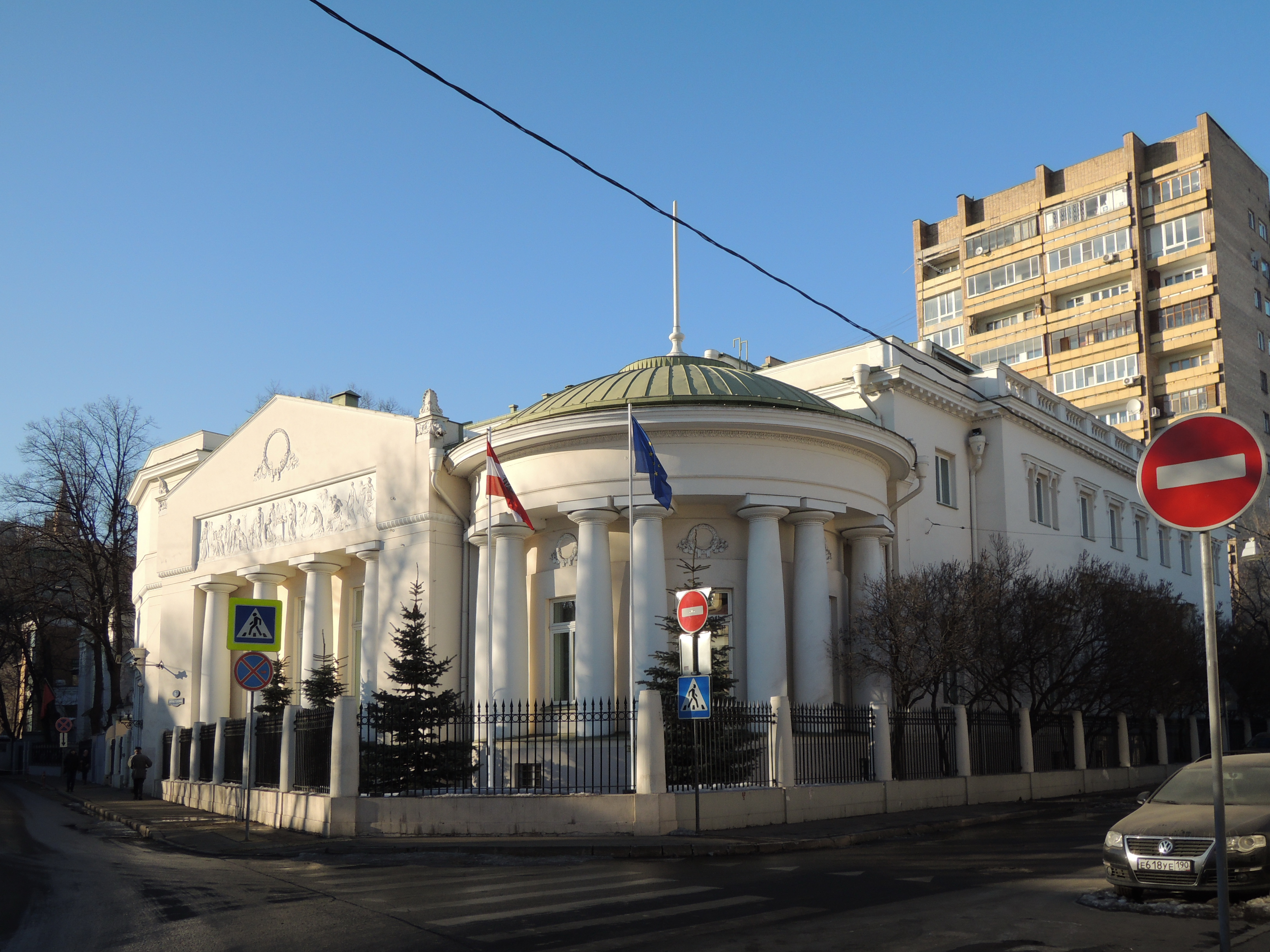
Ambassade à Moscou.
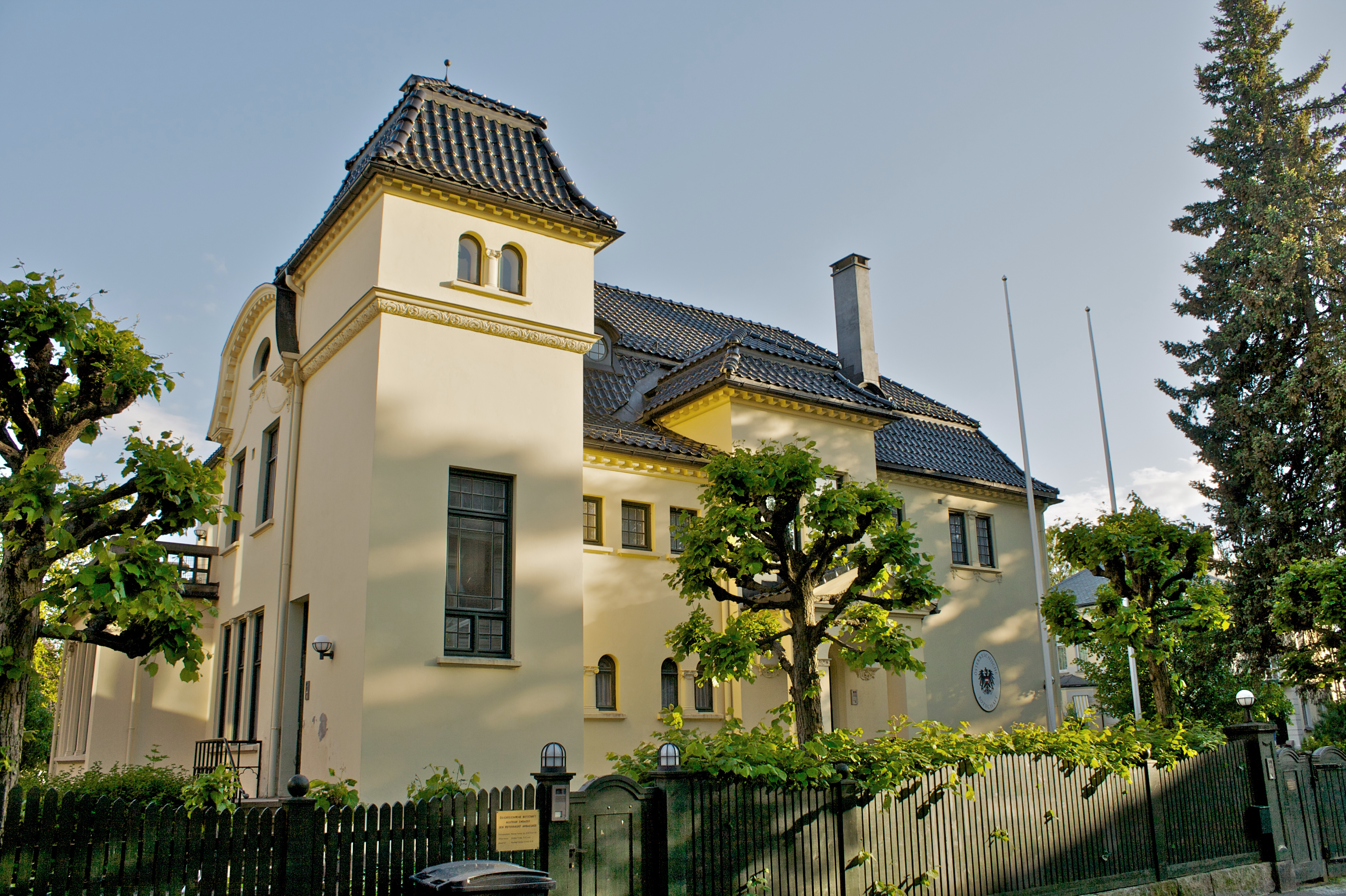
Ambassade à Oslo.
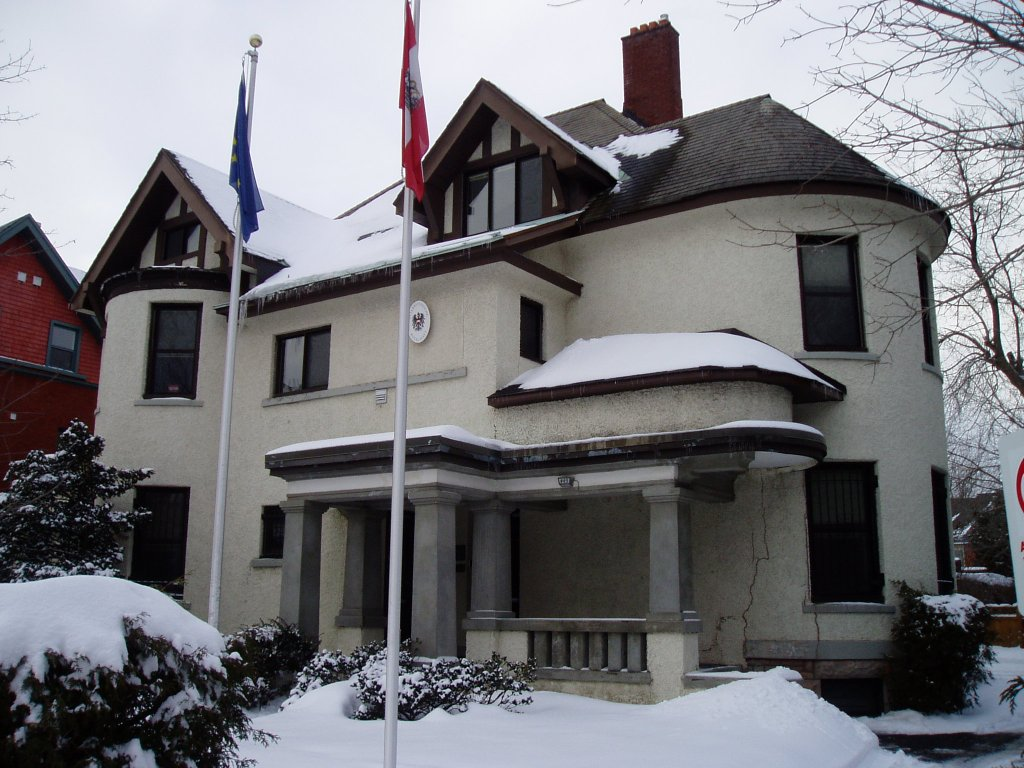
Ambassade à Ottawa.
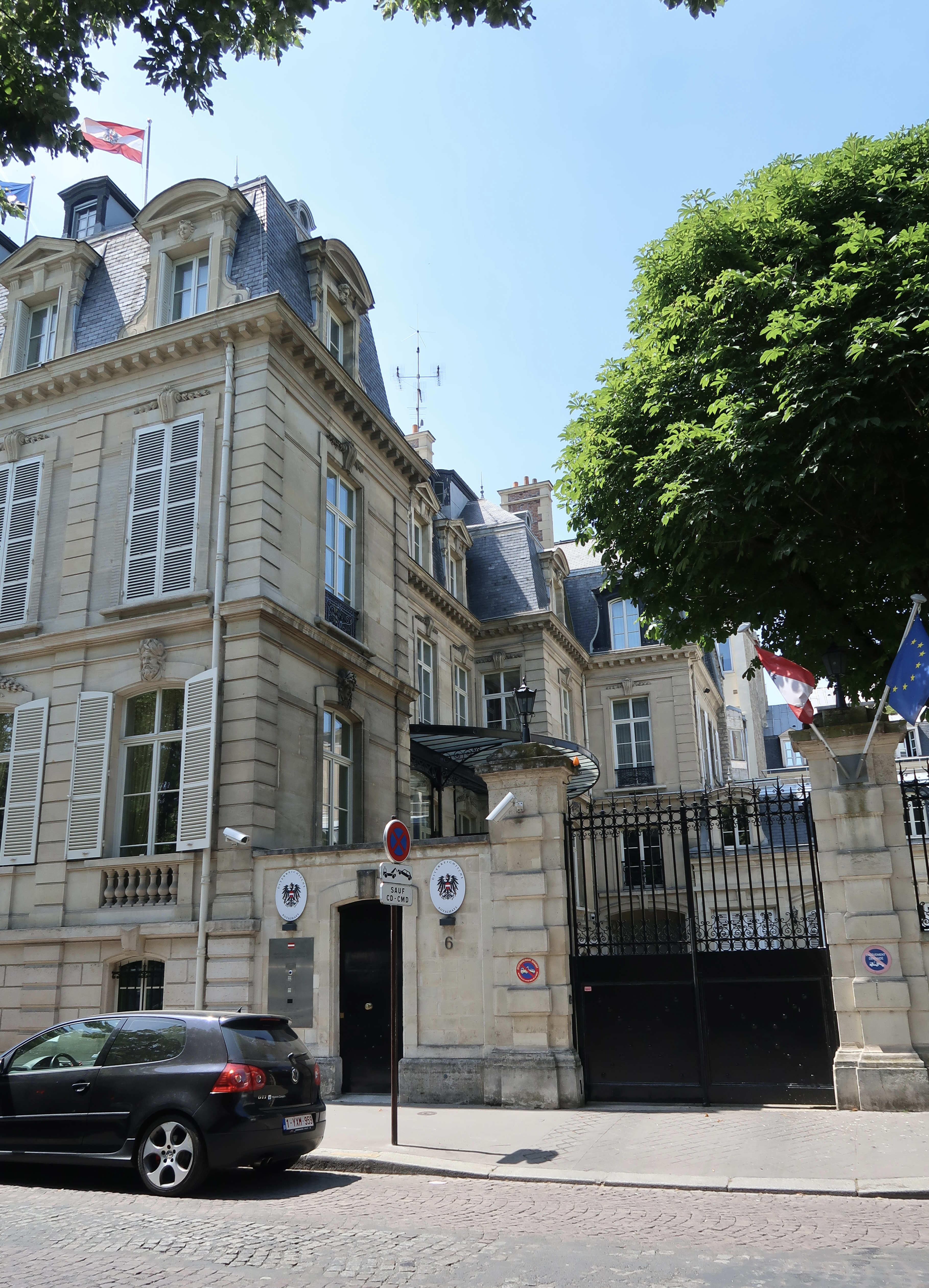
Ambassade à Paris.
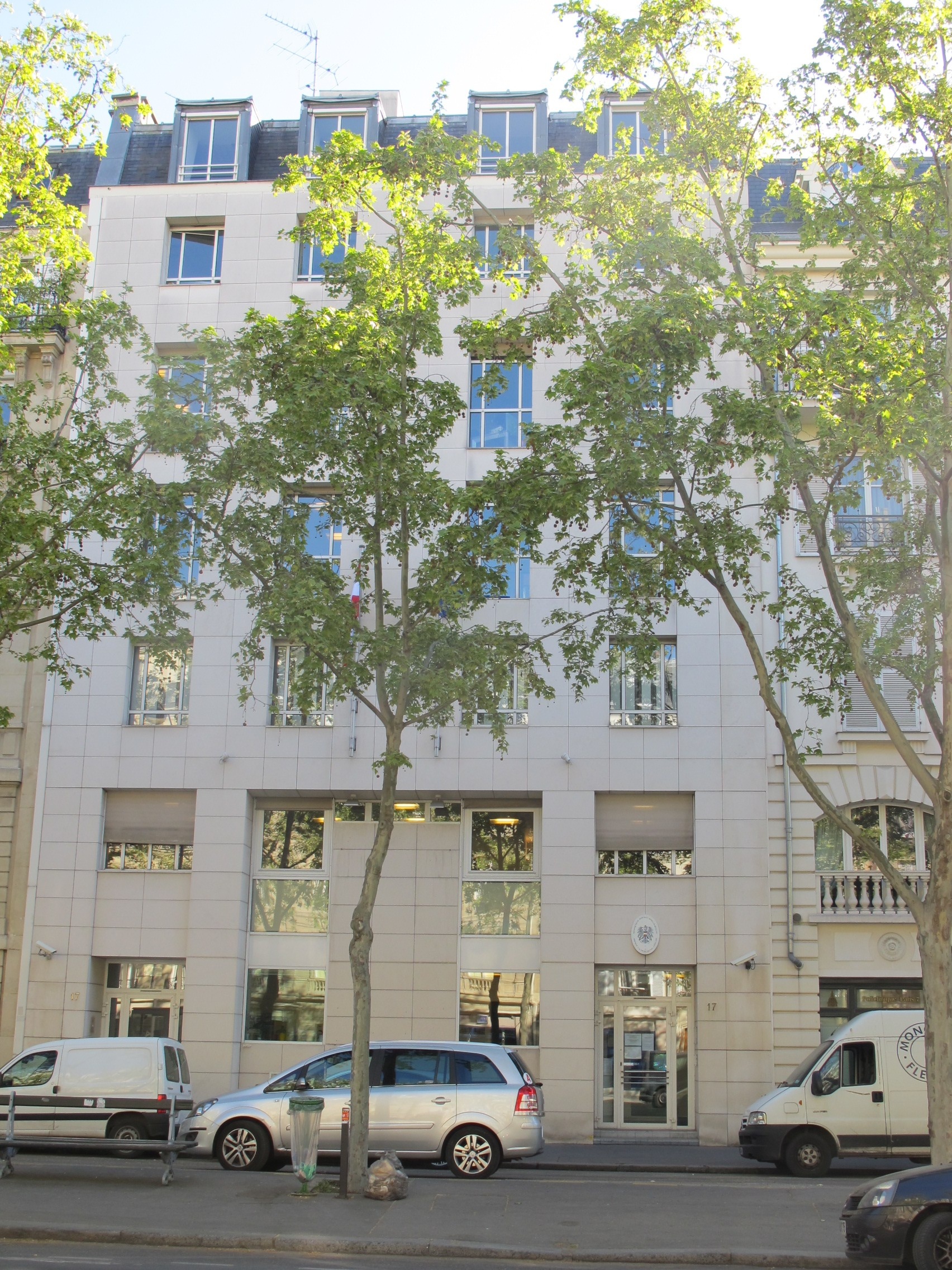
Consulat général à Paris.
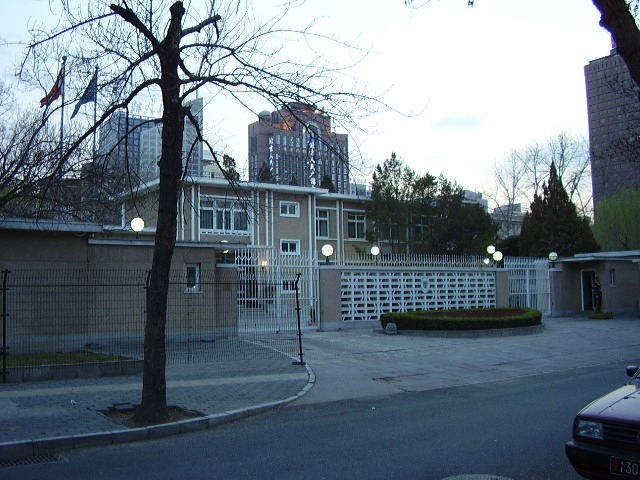
Ambassade à Pékin.
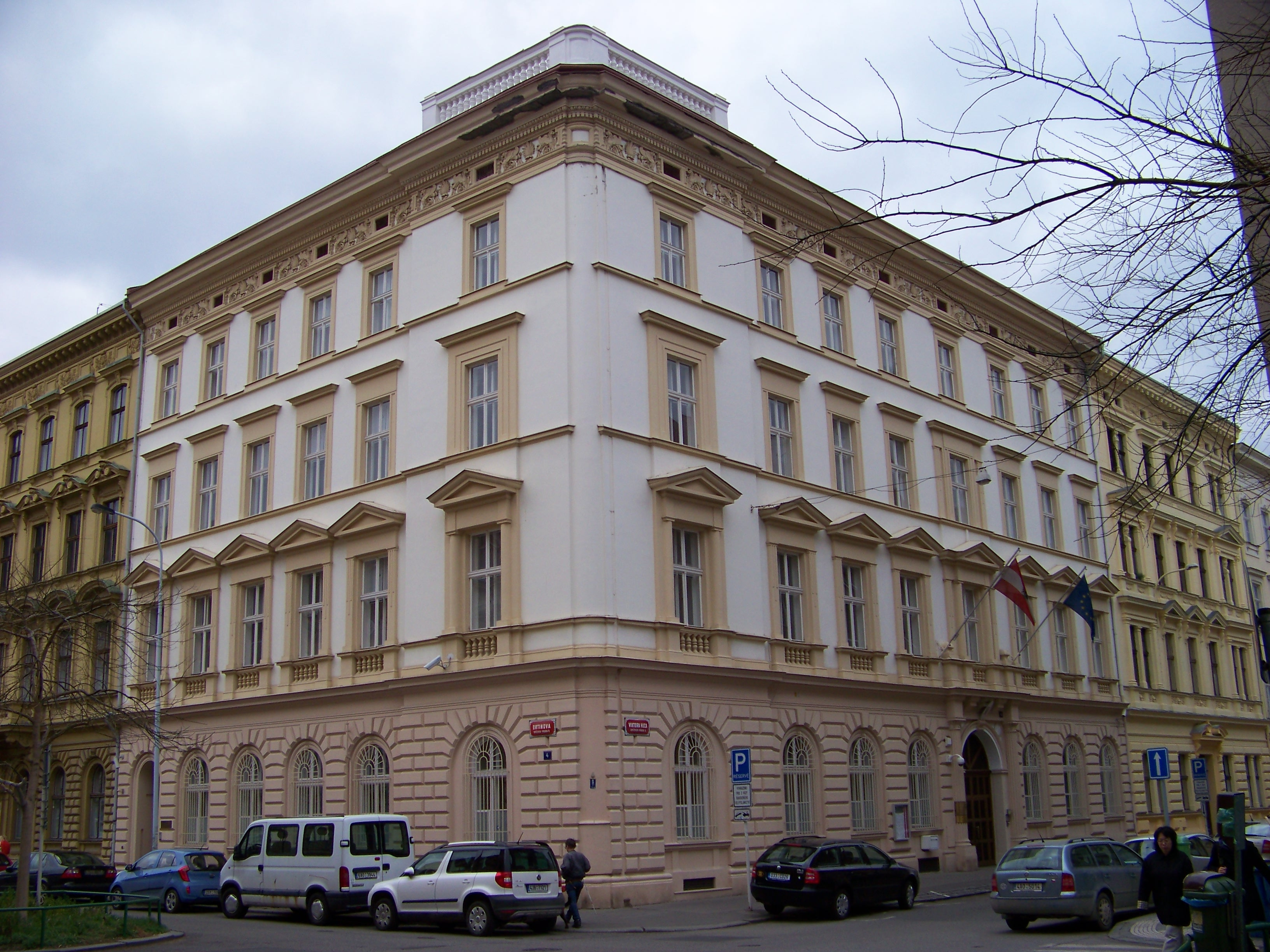
Ambassade à Prague.
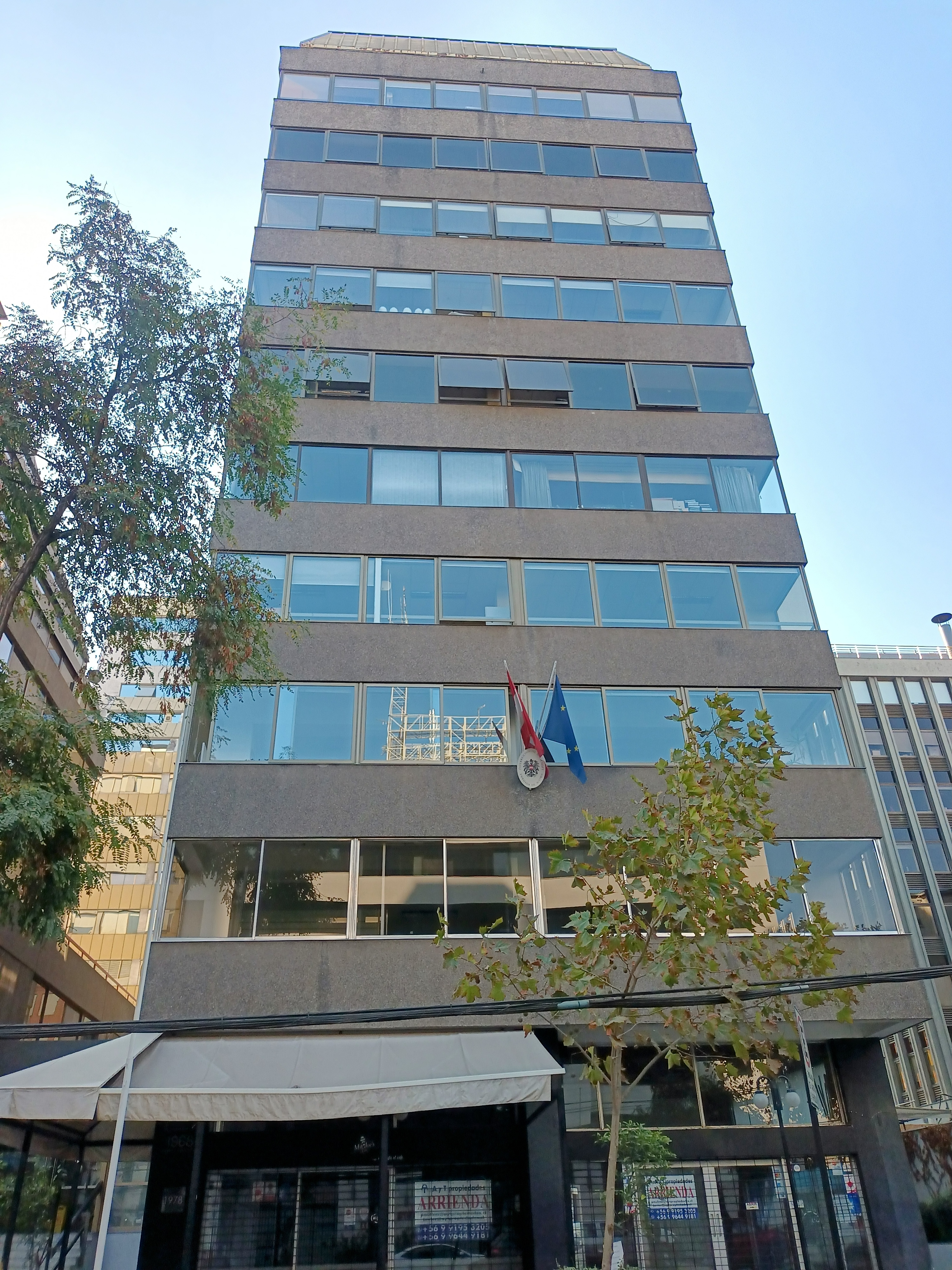
Ambassade à Santiago.
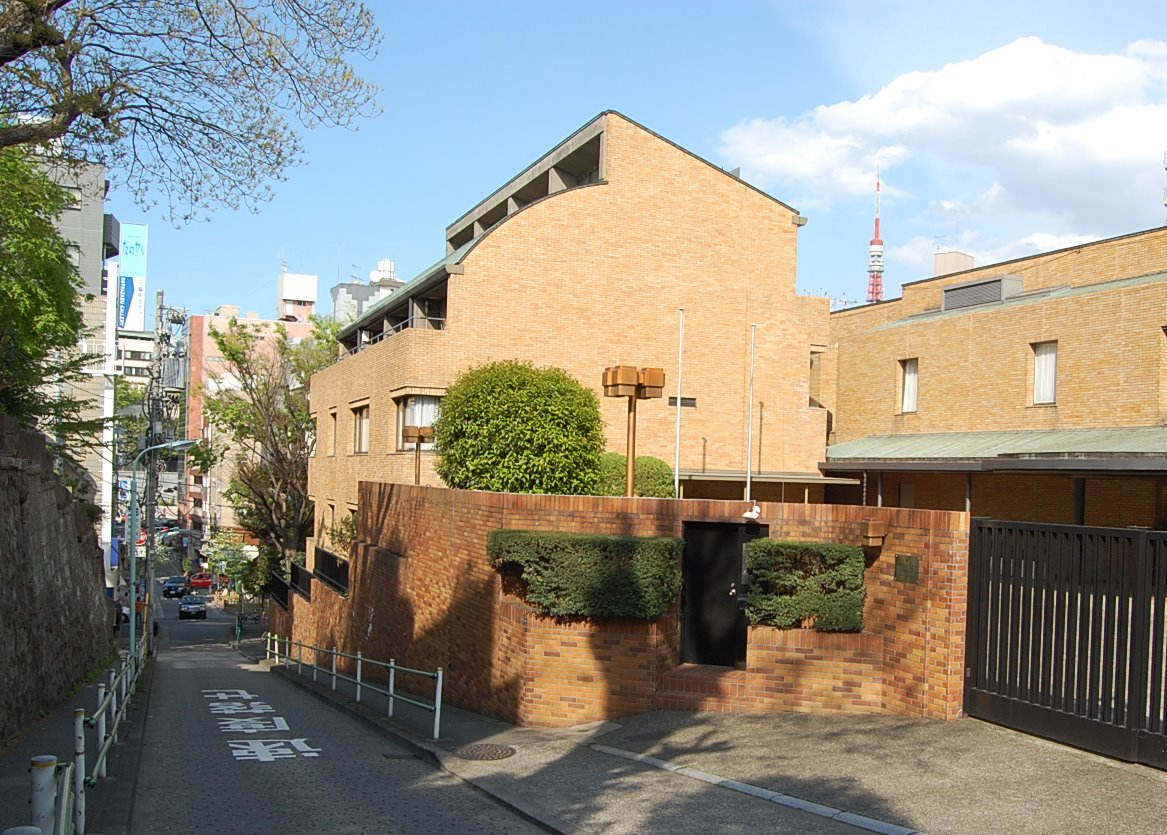
Ambassade à Tokyo.
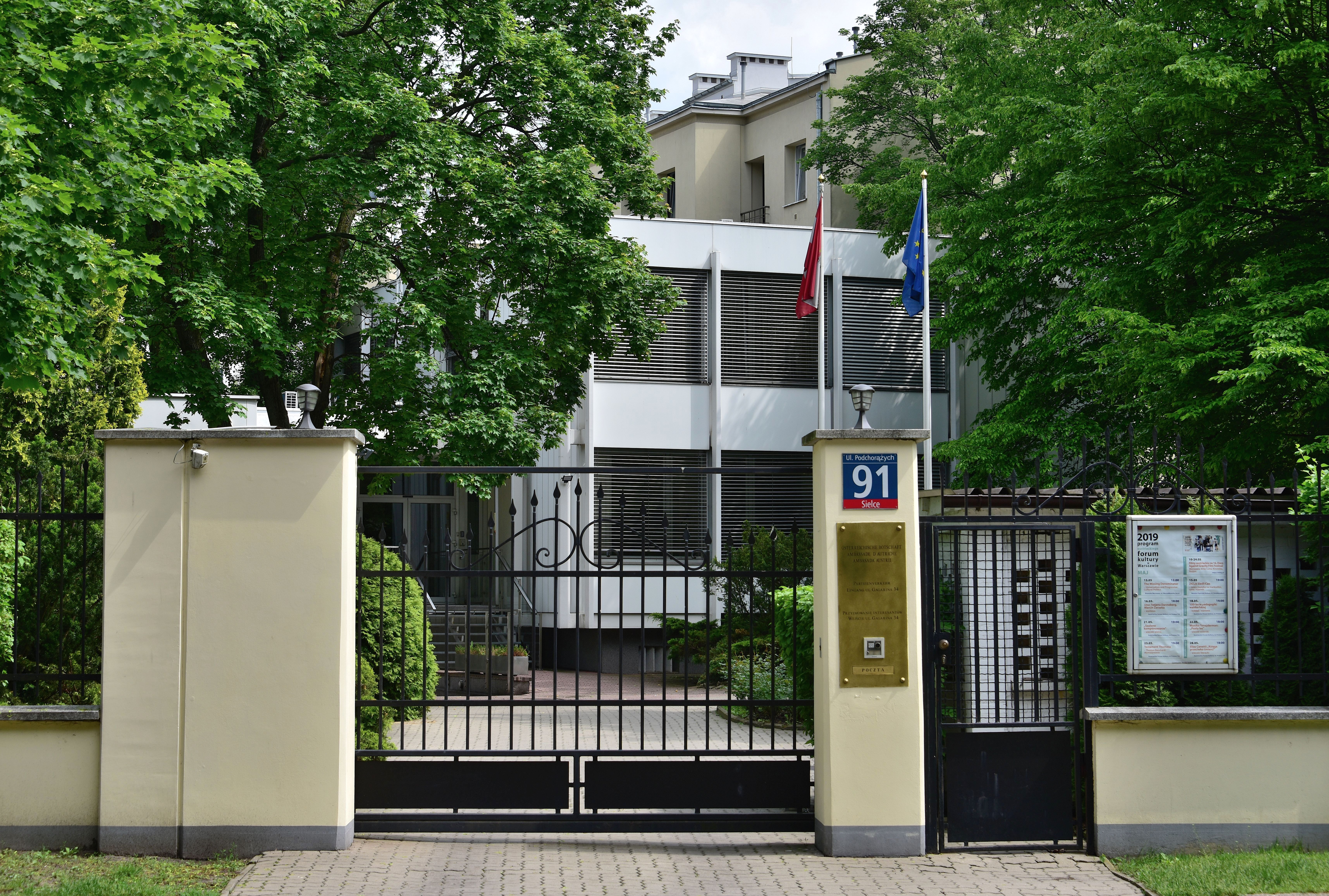
Ambassade à Varsovie.
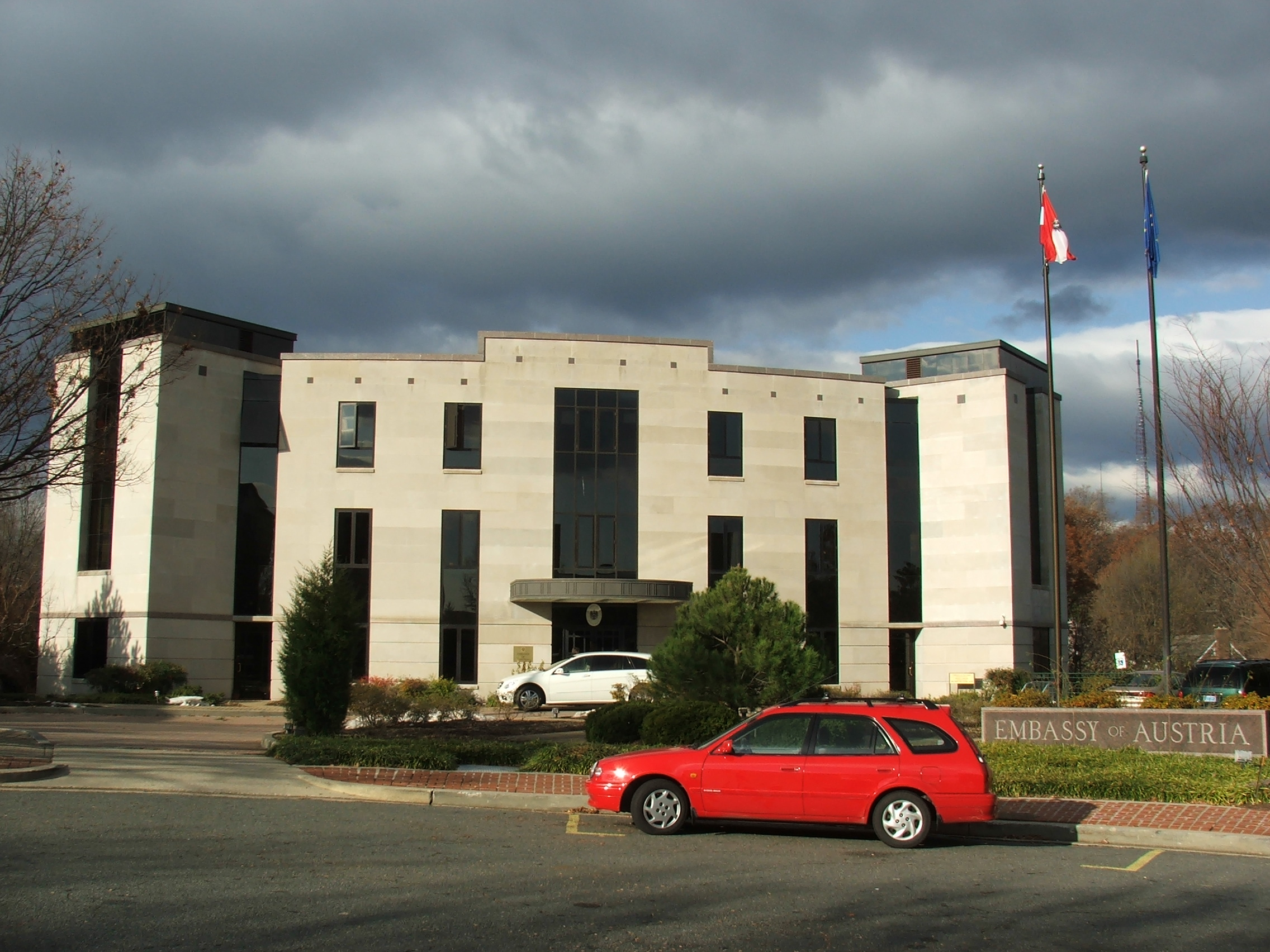
Ambassade à Washington.
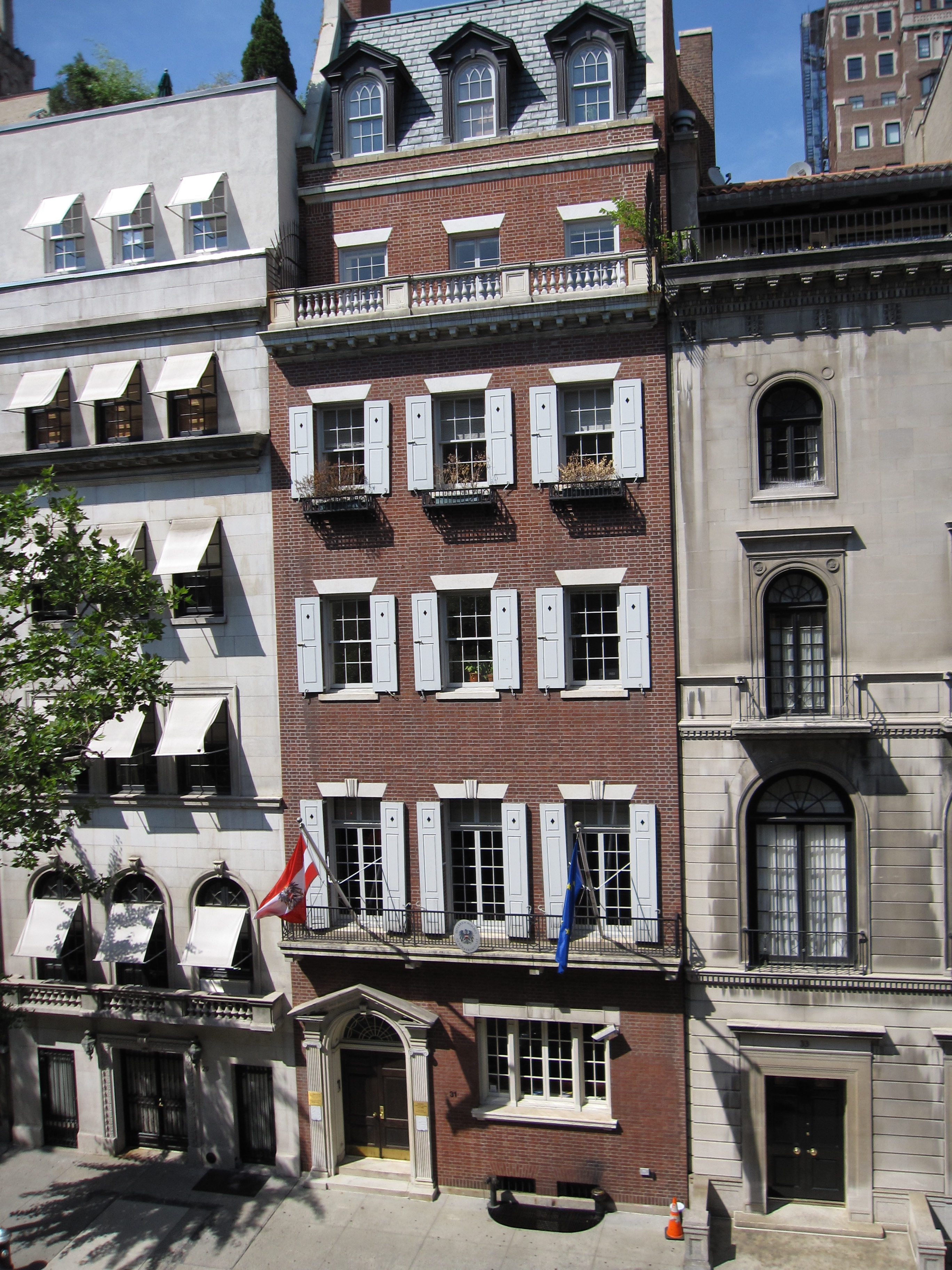
Consulat général à Nueva York.